# K5 League 2021
Die Saison 2021 der K5 League war die dritte Saison der höchsten Amateurliga im südkoreanischen Fußball gewesen.
Die Spielzeit 2021 wurde mit 12 Staffeln zu je 6 bis 8 Mannschaften ausgetragen. Die besten Mannschaften aller Staffeln spielten im Königspokal die Ligameisterschaft aus. Aufgrund der Ligenreform zur K3- & K4 League wurde kein Aufsteiger ausgespielt. Im Vergleich zur Vorsaison, wurde die Meisterschaft von Gwangju & Jeollanam-do wieder in einer gemeinsamen Staffel austragen. Vorjahresmeister der K5 League war Cheongju SMC Engineering FC.

## Liga-Staffeln
- K5 League Gyeonggi-do 2021 mit 6 Mannschaften aus dem Gyeonggi-do-Fußballverband (GYFV)
- K5 League Chungcheongbuk-do 2021 mit 7 Mannschaften aus dem Chungcheongbuk-do-Fußballverband (CBFV)
- K5 League Gwangju/Jeollanam-do 2021 mit 6 Mannschaften aus dem Jeollanam-do-Fußballverband (JNFV) und dem Gwangju-Fußballverband (GWFV)
- K5 League Gangwon-do 2021 mit 6 Mannschaften aus dem Gangwon-do-Fußballverband (GAFV)
- K5 League Daegu/Gyeongsangbuk-do 2021 mit 8 Mannschaften aus dem Gyeongsangbuk-do-Fußballverband (GBFV) und dem Daegu-Fußballverband (DGFV)
- K5 League Jeollabuk-do 2021 mit 7 Mannschaften aus dem Jeollabuk-do-Fußballverband (JBFV)
- K5 League Daejeon/Sejong/Chungcheongnam-do 2021 mit 6 Mannschaften aus dem Daejeon-Fußballverband (DFV), dem Sejong-Fußballverband (SJFV) und dem Chungcheongnam-do-Fußballverband (CNFV)
- K5 League Busan/Gyeongsangnam-do 2021 mit 7 Mannschaften aus dem Busan-Fußballverband (BFV) und dem Gyeongsangnam-do-Fußballverband (GNFV)
- K5 League Seoul 2021 mit 8 Mannschaften aus dem Seoul-Fußballverband (SFV)
- K5 League Ulsan 2021 mit 6 Mannschaften aus dem Ulsan-Fußballverband (UFV)
- K5 League Incheon 2021 mit 6 Mannschaften aus dem Incheon-Fußballverband (IFV)

## Königspokal
Am Königspokal 2021 (auch K5 League Meisterschaft genannt) nahmen die Meister aller Staffeln teil. Cheongju SMC Engineering FC gewann die Vorjahres K5 League-Meisterschaft.

### Modus
Ausgetragen wurde der Königspokal im K.-o.-Modus. Der Gewinner des Finalspieles wurde K5 League 2021-Meister.

### Qualifizierte Mannschaften
Folgende Mannschaften qualifizierten sich sportlich für die Aufstiegsspiele:
| Staffel                    | Meister                     | Staffel                          | Meister                    | Staffel                    | Meister                    |
| K5 League Königspokal 2021 | K5 League Königspokal 2021  | K5 League Königspokal 2021       | K5 League Königspokal 2021 | K5 League Königspokal 2021 | K5 League Königspokal 2021 |
| -------------------------- | --------------------------- | -------------------------------- | -------------------------- | -------------------------- | -------------------------- |
| Gyeonggi-do                | Suwon City FC               | Daegu/Gyeongsangbuk-do           | Daegu Cheongsol FC         | Seoul                      | Yangcheon TNT FC           |
| Chungcheongbuk-do          | Cheongju SMC Engineering FC | Jeollabuk-do                     | Jeongeup Phoenixs FC       | Ulsan                      | Bukgu 523 FC               |
| Gwangju/Jeollanam-do       | Gwangju Hyochang FC         | Daejeon/Sejong/Chungcheongnam-do | Daejeon Seobu FC           | Incheon                    | Incheon Seogot SM FC       |
| Gangwon-do                 | Wonju Paran FC 1            | Busan/Gyeongsangnam-do           | Gimhae Jaemiks FC          | -                          | -                          |

Anmerkung:

### K.-o.-Runde

#### Achtelfinale
Im Achtelfinale spielten die Staffelmeister um den Einzug ins Viertelfinale. Das Achtelfinale fand am 13. November 2021 im Ulsan-Gancheolgot-Sportpark statt. Suwon City FC und Gimhae Jaemiks FC bekamen ein Freilos. Die Sieger der Spiele 2 & 3 qualifizierten sich direkt für das Halbfinale.
|                      | Ergebnis        |                             |
| -------------------- | --------------- | --------------------------- |
| Gwangju Hyochang FC  | 0:2             | Incheon Seogot SM FC        |
| Jeongeup Phoenixs FC | 1:1 (4:5 i. E.) | Yangcheon TNT FC            |
| Daejeon Seobu FC     | 3:2             | Cheongju SMC Engineering FC |
| Bukgu 523 FC         | 1:0             | Daegu Cheongsol FC          |

#### Viertelfinale
Im Viertelfinale spielten die Gewinner des Achtelfinales und die Freilos-Mannschaften um den Einzug ins Halbfinale. Das Viertelfinale fand am 14. November 2021 im Ulsan-Gancheolgot-Sportpark statt.
|                      | Ergebnis        |                   |
| -------------------- | --------------- | ----------------- |
| Incheon Seogot SM FC | 2:2 (3:4 i. E.) | Suwon City FC     |
| Bukgu 523 FC         | 0:6             | Gimhae Jaemiks FC |

#### Halbfinale
Im Halbfinale spielten die Gewinner des Achtel- und Viertelfinales um den Einzug ins Finale. Das Halbfinale fand am 20. November 2021 im Ulsan-Gancheolgot-Sportpark statt.
|                  | Ergebnis |                   |
| ---------------- | -------- | ----------------- |
| Suwon City FC    | 2:1      | Yangcheon TNT FC  |
| Daejeon Seobu FC | 1:2      | Gimhae Jaemiks FC |

#### Finale
Im Finale spielten die Gewinner des Halbfinales um den Königspokal. Das Finale fand am 21. November 2021 im Ulsan-Stadion statt.
|               | Ergebnis |                   |
| ------------- | -------- | ----------------- |
| Suwon City FC | 2:1      | Gimhae Jaemiks FC |